# Michel Nau
Pour les articles homonymes, voir Nau.
Le père Michel Nau, né le 24 juillet 1633 à Tours (France) et décédé le 8 mars 1683 à Paris, est un prêtre jésuite français qui fut missionnaire au Proche-Orient (Syrie) et écrivain orientaliste.

## Éléments biographiques
Il naît à Tours en 1633 , d'une famille anoblie en 1606 par Henri IV. Le 5 juillet 1649, il entre au noviciat de la Compagnie de Jésus, à Paris. Bien que Michel Nau se porte volontaire pour la mission de Chine, le Supérieur Général l'envoie au Proche-Orient, plus particulièrement en Syrie. Il arrive à Alep en 1665. Il étudie l'arabe et le syriaque et devient bon connaisseur de la liturgie orientale.
En 1668, il se trouve à Tyr. Il fait en 1674, en compagnie du marquis de Nointel, ambassadeur de France à Constantinople, un voyage à Jérusalem dont il publie une relation parue en 1679.
Grand voyageur, il avait auparavant (en 1669) fait un voyage en Galilée en compagnie de M. de Bonnecorse dont le récit a été publié - à l'insu du P. Nau - par F.S. d'Alquié . Ce récit est repris dans son "Voyage nouveau de la terre sainte" dont il constitue la base du "livre cinquième".
Supérieur religieux de la mission de 1675 à 1680 - avec résidence à Alep - sa fonction l'entraîne à faire un voyage à Paris et Rome. De retour à Alep, il visite l'Anatolie où il fonde un poste missionnaire à Diyarbakir en 1681. 
Son zèle et son caractère bouillonnant lui causent fréquemment des difficultés et lui valent même d'être brièvement emprisonné (1682) par le pacha Mahmoud de Mardin après qu'il eut ouvert un poste missionnaire dans cette ville.
Affaibli à cause de cette expérience, il retourne à Paris pour y refaire sa santé, mais il y meurt le 8 mars 1683.

## Œuvres
- Voyage nouveau à la Terre sainte, 1679 : Sur Google books
- Ecclesiae romanae graecaeque vera effigies, 1680 : Sur Google books
- Religio christiana contra alcoranum, 1680 : Sur Google books
- État présent de la religion mahométane, Paris, 1684, 2 volumes : Sur Google books, tome 1 et tome 2

## Sources
- Biographie universelle, ou Dictionnaire historique, sous la direction de Charles Weiss, tome 4
- Itinéraire de Paris à Jérusalem, par F. de Chateaubriand, tome 2, 1812
- Le tome 6 des "Mémoires du Chevalier d'Arvieux", 1735
- Histoire générale des missions catholiques depuis le XIIIe siècle, Volume 2, 1847
- Dictionnaire des orientalistes de langue française, 2008, p 717